# Les 7 Vies de Léa
Production
Diffusion
Les 7 Vies de Léa est une série télévisée fantastique française crée par Charlotte Sanson, distribuée par Netflix, adaptée du roman Les 7 Vies de Léo Belami de Nataël Trapp,.

## Synopsis
Lors de sa tentative de suicide, quelque chose interpelle Léa : elle découvre le corps mort d'Ismaël Messaoudène et se retrouve trente ans plus tôt dans son corps,. Chaque jour, elle se trouve dans le corps d'un autre personnage du passé, tout en essayant de comprendre et éviter la mort d'Ismaël.

## Production

### Tournage

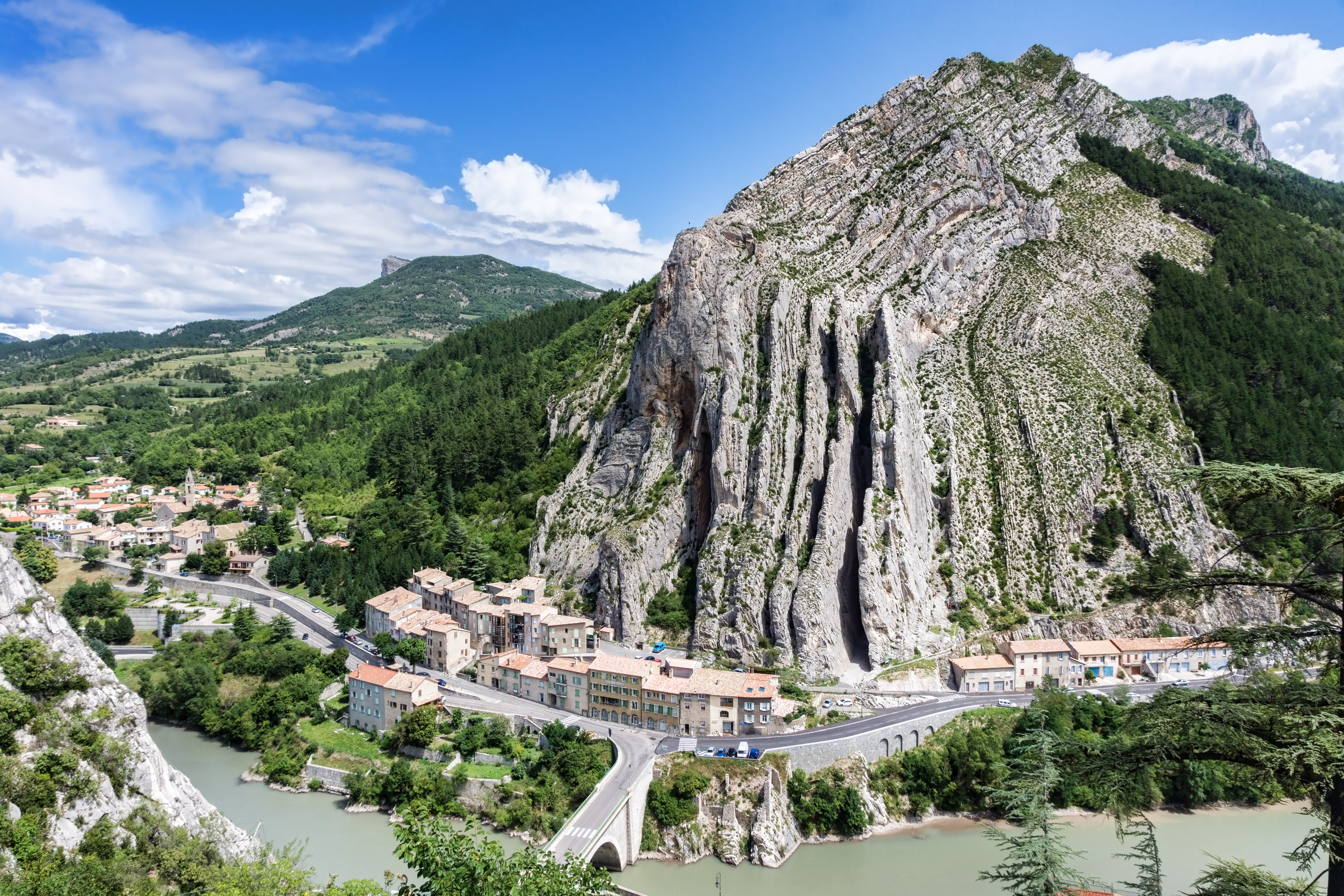
Sisteron et le rocher de la Baume.

L'action de la série se déroule dans le département français des Alpes-de-Haute-Provence, et plus particulièrement dans les paysages des gorges du Verdon. La ville de Sisteron avec le rocher de la Baume en arrière-plan est visible à plusieurs reprises. Un autre lieu de tournage a été La Palud-sur-Verdon. La scène inaugurale de la fête a été tournée dans les gorges de la Méouge, les 30 juin et 1er juillet 2021.
Une partie du tournage a également eu lieu dans le département des Bouches-du-Rhône, avec des scènes d'extérieur filmées en mars 2021 à Salon-de-Provence, dans la rue Pierre-de-Coubertin, et les scènes d'intérieur réalisées à Martigues dans les locaux de Provence Studios.

## Distribution

### La famille de Léa
- Raïka Hazanavicius : Léa
- Mélanie Doutey : Karine, la mère de Léa
- Samuel Benchetrit : Stéphane, le père de Léa
- Marguerite Thiam Donnadieu : Karine jeune
- Marie Denarnaud : la mère de Karine
- Théo Fernandez : Stéphane jeune
- Bernard Villanueva :  le père de Stéphane
- Véronique Kapoyan :  la mère de Stéphane

### La famille d'Ismaël
- Khalil Ben Gharbia : Ismaël
- Ilyan Saïb-Mezghiche :  Soufiane jeune, le frère d'Ismaël
- Vincent Heneine :  Soufiane
- Zirek : Hocine, le père d'Ismaël

### La famille de Pierre-Yves
- Alexander Ferrario : Pierre-Yves jeune, dit Pye
- Hubert Delattre : Pierre-Yves
- Renaud Rutten : le père de Pierre-Yves

### La famille de Sandra
- Rebecca Williams : Sandra, une fille du lycée en 1991
- Alexandra Cismondi : Sandra
- Léo Mazo : Jonathan, le frère de Sandra
- Thierry Rousset : le père de Sandra
- Thomas Di Genova : le frère de Sandra
- Julie Mathiot : la mère de Sandra

### Autres personnages
- Maïra Schmitt : Romane, amie de Léa
- Kelly Bellacci : Dora, une fille convoitée par Romane
- Anne Azoulay : Patricia, la disquaire
- Holy Fatma : Miriam, la policière
- Petit-Prince Ludimbulu : Luc, un ami de Pye
- Camille Dochez : Jennifer, une fille du lycée

## Épisodes
La série est composée de sept épisodes.
Épisode 115 juin
Léa, une jeune française, découvre un squelette au fond d'un canyon alors qu'elle participe en 2021 à une fête avec son amie Romane. Après s'être endormie, elle se réveille en 1991 dans le corps d'un garçon, Ismaël, un ancien ami de ses parents.
Épisode 216 juin
Dans le corps de sa mère, Karine, Léa réalise comment les relations entre Ismaël et ses parents sont compliquées par des plans et des décisions pour l'avenir. Elle continue sa recherche de la vérité, dans le passé et dans le présent.
Épisode 317 juin
Léa veut comprendre ce qu'il s'est passé entre Ismaël et ses parents, mais elle se réveille dans le corps de Pye, un voisin agressif. En se mêlant à la vie romantique de Pye, elle apprend que ses actions peuvent avoir des conséquences graves dans le futur.
Épisode 418 juin
Léa essaie d'améliorer les conséquences de ses actions passées dans le corps d'une fille populaire, Sandra, qui a un grand secret.
Épisode 519 juin
Même si Léa ne peut pas résoudre la mort d'Ismaël facilement, elle découvre ses propres sentiments. Quand elle se retrouve dans le corps de la disquaire, Patricia, elle a la chance de lui montrer comment elle se sent. En 2021, Léa et Romane font une enquête grâce aux indices du passé.
Épisode 620 juin
Dans le corps de son père Stéphane, Léa comprend davantage la relation qu'il entretient avec Ismaël. Ce qu'elle découvre rend le mystère même plus compliqué à percer.
Épisode 721 juin
Le jour où Ismaël va mourir, Léa n'est pas certaine de ce qu'il va passer, ni dans le passé ni dans le futur. Elle doit faire un choix entre plusieurs personnes qu'elle aime.

## Critiques

### Critiques
Écran large regrette que ce Retour vers le futur croisé à Un jour sans fin soit raté. Le Parisien, en revanche, se dit « d’emblée séduit par l’intrigue, assez originale, de cette série en sept épisodes ».

### Spectateurs
Le site SensCritique attribue à Les 7 Vies de Léa une note de 6,9/10 sur plus de 700 avis de spectateurs. Le site IMDb, quant à lui, affiche une moyenne de 7,5/10 d'après plus de 2 600 avis. Sur Allociné, elle obtient une note moyenne de 4,2/5 avec plus de 490 avis.